# 元朗大會堂
元朗大會堂（英語：Yuen Long Town Hall，簡寫：ylth）是香港的一個社區會堂，位於新界元朗體育路4號，1970年12月啟用，樓高六層，擁有六個服務單位，為元朗區內社福服務及活動提供場所，是香港唯一非公營的大會堂，亦是元朗區具有規模的非牟利社福機構之一。現任管理委員會主席為馮健忠，總幹事為李盛白。
元朗大會堂早於1965年成立籌備委員會，並由政府獎劵基金撥款100萬港元及地方籌款三十餘萬興建，建築工程始源1968年2月開始，於1969年竣工，1970年12月由前港督戴麟趾爵士主持開幕，正式啟用為居民服務。1975年11月成立元朗大會堂管理委員會有限公司，成員包括元朗區太平紳士、鄉事會主席、社團及商界領袖，並得民政事務總署署長及元朗民政事務處處長擔任名譽會員，並派代表出任當然委員。

## 元朗區綜合服務大樓
2013年《施政報告》中宣佈推行社區重點項目計劃，每區可獲預留一億元以推行社區重點項目，2013年5月元朗區議會大比數決定興建元朗區綜合服務大樓，選出元朗大會堂管理委員會為夥伴機構，與元朗大會堂共同推展項目。元朗大會堂成立「元朗大會堂新廈籌建委員會」負責代表元朗大會堂監督及聯繫區議會協調工作之進行以及籌募不敷之數。
元朗區綜合服務大樓選址位於元朗大會堂旁邊籃球場原址，於2019年6月落成啟用多元化設施及服務 ，并由元朗大會堂以非牟利及自負盈虧的形式管理及營運，元朗區綜合服務大樓樓高八層，設有大型活動室連舞臺，另設有22間多用途活動室，當中包括樂隊練習室、舞蹈室及視聽室等。

## 元朗大會堂第四十一屆管理委員會[3]
| 贊助人         | 孫玉菡先生,JP 勞工及褔利局局長   | 孫玉菡先生,JP 勞工及褔利局局長   | 孫玉菡先生,JP 勞工及褔利局局長   | 孫玉菡先生,JP 勞工及褔利局局長   | 孫玉菡先生,JP 勞工及褔利局局長     | 孫玉菡先生,JP 勞工及褔利局局長   | 孫玉菡先生,JP 勞工及褔利局局長   | 孫玉菡先生,JP 勞工及褔利局局長   | 孫玉菡先生,JP 勞工及褔利局局長   | 孫玉菡先生,JP 勞工及褔利局局長   | 孫玉菡先生,JP 勞工及褔利局局長   |
| -------------- | -------------------------------- | -------------------------------- | -------------------------------- | -------------------------------- | ---------------------------------- | -------------------------------- | -------------------------------- | -------------------------------- | -------------------------------- | -------------------------------- | -------------------------------- |
| 永遠名譽會長   | 楊少初 先生 O.B.E.太平紳士       | 王少強 先生 S.B.St.J.            | 駱振華 先生                      | 陳火光 先生                      | 鄧兆棠 先生 SBS,-S.B.St.J.太平紳士 | 林照權 先生                      | 黃明光 先生                      | 王振聲 博士 M.H.,-S.B.St.J.      | 鄧少輝 先生                      | 黃偉旋 先生                      | 王廣漢 先生                      |
| 永遠名譽會長   | 文祿星 先生M.H                   | 梁福元 先生                      | 趙傑子先生                       | 曾憲強 先生M.H                   | 鄧坤盛 先生                        | 袁蘭芳 女士                      | 陳建業 先生                      | 謝寶茹 女士                      | 王碧卿 博士                      | 劉德 先生                        | 張志光 院士                      |
| 永遠名譽會長   | 鄧添福 先生                      | 馮壽如 先生                      | 鄧宗偉 先生                      | 梁明堅 先生                      | 梁明堅 先生                        | 梁明堅 先生                      | 梁明堅 先生                      | 梁明堅 先生                      | 梁明堅 先生                      | 梁明堅 先生                      | 梁明堅 先生                      |
| 主席           | 馮健忠 先生                      | 馮健忠 先生                      | 馮健忠 先生                      | 馮健忠 先生                      | 馮健忠 先生                        | 馮健忠 先生                      | 馮健忠 先生                      | 馮健忠 先生                      | 馮健忠 先生                      | 馮健忠 先生                      | 馮健忠 先生                      |
| 副主席         | 黃多年 先生                      | 黃就添 先生                      | 郭浩男先生                       | 朱惠芳 女士                      | 朱鑑徽先生                         | 鄧國邦先生                       | 鄧國邦先生                       |                                  |                                  |                                  |                                  |
| 董事           | 馮彩玉 董事, MH 義務司庫         | 馬東成 董事                      | 李伯英 董事                      | 梁崑璞 董事                      | 鄧仕堅 董事                        | 郭永昌 董事                      | 鄧賀年 董事                      | 蔡月榮 董事                      | 趙龍泉 董事                      | 譚國柱 董事                      | 鄺國輝 董事                      |
| 董事           | 鄧晉昇 董事                      | 蔡天文 董事                      | 黃錦泉 董事                      | 莊翠珊 董事                      | 劉蕙冰 董事                        | 張紅珊 董事                      | 葉兆廣 董事                      | 黃榮臻 董事                      | 鄧晉如 董事                      |                                  |                                  |
| 董事           | 黃紹聰 董事                      | 龔文佳 董事                      | 陳祺 董事                        | 彭卓立 董事                      | 張淦堯 董事                        | 蔡智偉 董事                      | 鄧霆鈞 董事                      | 王永英 董事                      |                                  | 施駿興 董事                      | 黃凱斌 董事                      |
| 董事           | 文錦凉 董事                      | 鄭積偉 董事                      | 李遠聲 董事                      | 鄧家豪 董事                      | 黃力行 董事                        | 文炳權 董事                      | 鄧建彰 董事                      | 鄧偉健 董事                      | 鄧善行 董事                      | 梁立智 董事                      |                                  |
| 當然董事       | 陳栢燊 先生 元朗民政事務助理專員 | 陳栢燊 先生 元朗民政事務助理專員 | 陳栢燊 先生 元朗民政事務助理專員 | 陳栢燊 先生 元朗民政事務助理專員 | 陳栢燊 先生 元朗民政事務助理專員   | 陳栢燊 先生 元朗民政事務助理專員 | 陳栢燊 先生 元朗民政事務助理專員 | 陳栢燊 先生 元朗民政事務助理專員 | 陳栢燊 先生 元朗民政事務助理專員 | 陳栢燊 先生 元朗民政事務助理專員 | 陳栢燊 先生 元朗民政事務助理專員 |
| 秘書           | 李盛白 先生 BBS 元朗大會堂總幹事 | 李盛白 先生 BBS 元朗大會堂總幹事 | 李盛白 先生 BBS 元朗大會堂總幹事 | 李盛白 先生 BBS 元朗大會堂總幹事 | 李盛白 先生 BBS 元朗大會堂總幹事   | 李盛白 先生 BBS 元朗大會堂總幹事 | 李盛白 先生 BBS 元朗大會堂總幹事 | 李盛白 先生 BBS 元朗大會堂總幹事 | 李盛白 先生 BBS 元朗大會堂總幹事 | 李盛白 先生 BBS 元朗大會堂總幹事 | 李盛白 先生 BBS 元朗大會堂總幹事 |
| 義務法律顧問   | 王威信律師 MH                    | 王威信律師 MH                    | 王威信律師 MH                    | 王威信律師 MH                    | 黃東強律師                         | 黃東強律師                       | 黃東強律師                       | 文嘉豪律師                       | 文嘉豪律師                       | 文嘉豪律師                       | 文嘉豪律師                       |
| 青少年服務顧問 | 陳京達 先生                      | 陳京達 先生                      | 陳京達 先生                      | 陳京達 先生                      | 陳京達 先生                        | 蘇炳輝 先生                      | 蘇炳輝 先生                      | 蘇炳輝 先生                      | 蘇炳輝 先生                      | 蘇炳輝 先生                      | 蘇炳輝 先生                      |